# (140980) Blanton
Pour les articles homonymes, voir Blanton.
(140980) Blanton est un astéroïde de la ceinture principale.

## Description
(140980) Blanton est un astéroïde de la ceinture principale. Il fut découvert le 12 novembre 2001 à l'observatoire d'Apache Point par le programme Sloan Digital Sky Survey. Il présente une orbite caractérisée par un demi-grand axe de 2,93 UA, une excentricité de 0,30 et une inclinaison de 14,3° par rapport à l'écliptique.
Il porte le nom de l'astronome américain Michael Blanton (né en 1973) qui a contribué au Sloan Digital Sky Survey.

## Compléments